# Hanneke Bergsma
Hanneke Bergsma is een Nederlands zangeres. Ze werkte ook wel onder de artiestennaam Shannah.
De in Julianadorp geboren zangeres (met Friese ouders) kreeg bekendheid in en om Den Helder. Haar muzikale voorkeur lag bij de muziek van Joan Baez en Kate Bush. Ze trad toe tot de band Cajun, een countryband. Er verscheen een single Girl in sorrow. In 1983 wijzigde de band haar naam in Newdeep en er kwam opnieuw een single. Onder haar artiestennaam Shannah verscheen in 1987 de single Glenmore. Tijdens de 1988-versie van de Soundmixshow zong ze het lied Wuthering Heights van Kate Bush, stond in de finale maar won niet. 
Een jaar later zong ze op het Nationaal Songfestival 1989 het nummer Wacht op mij, geschreven door Alice May, een van de zusjes van Maywood. Wacht op mij legt het op het Nationaal Songfestival af tegen Blijf zoals je bent van Justine Pelmelay. Van Wacht op mij wordt geen single uitgegeven. De jaren daarná staan in het teken van studie. Ze krijgt op het Conservatorium Alkmaar les van o.a. Margriet Eshuis en studeert af in 1999. 
Gedurende de tijd daarna is Hanneke Bergsma voornamelijk zangdocent en -coach. Ook is ze regelmatig op podia te zien en te horen als zangeres. 

## Singles
- Single 1980: Girl in sorrow/François et Antoinnette - (als Cajun) Seagull Sound Productions
- Single 1983: Nobody/Ballerina (als Newdeep)
- Single 1987: Glenmore/The witch (als Shannah) Corduroy Records
- CD single 1995: Funky Rose (als Shannah) Dancelife Org.

## Bijdragen aan albums/projecten
- LP 1986: Still alive: Pollution (als Hanneke Bergsma) Tulsa Music
- LP 1988: Koppop 2: The witch (als Shannah) Disky BV
- CD 1992: Song for Erzincan (als Shannah) CNR Records (Dutch artists for the victims of the disaster in Erzincan, Turkey)

## Album
- CD 1991: Sand-castles (als Shannah) Multidisk Records / Tiga Productions (Hanneke Bergsma, Ralph Paap en Jan Helder)
  - Tracks: (1) Lady in blue, (2) Sand-castles, (3) Hold me, (4) Crystal, (5) Bluebell, (6) Sister moon/Moon over Bourbon Street, (7)The moon is a harsh mistress, (8) Forbidden love, (9) Walking in the summerrain, (10) Give me wings, (11) Last song, (12) Last song (reprise)]
  - Alle liedjes zijn geschreven door Ralph Paap en Hanneke Bergsma, behalve Sister moon / Moon over Bourbon Street dat geschreven is door Sting) en The moon is a harsh mistress geschreven door Jimmy Webb. Forbidden love is een duet met Peter Derks.